# Renesančne umetnice
Na razvoj renesančnih žensk v začetku 15. stoletja je vplival nov pogled na tedanje življenje in človeške odnose in začetek humanizma. Pojav tiska in s tem širjenja znanja, je tudi določenim slojem žensk omogočil izobraževanje. Posledica je bila, da jih je vse več izstopilo iz povprečja gospodinj in mater in se uveljavilo v umetnosti in politiki.

## Ženske v umetnosti
V tej bogati renesančni patriarhalni družbi, ki ji dominirajo moški, se je bilo ženskam težko uveljaviti in uspeti izven domačega gospodinjstva. Izključene so bile iz vseh vidikov upravljanja, politike, gospodarstva. Izjema so bile pripadnice višjih slojev, ki so imele možnost izobraževanja in s tem boljše vključevanje v družbo, a še vedno omejeno na družino. Ostaja dejstvo, da so bile ženske, tudi najmočnejše in na najvišjih položajih še vedno podrejene moškemu.
Nekatere redke izjeme so bile prisotne tudi v politiki; Katarina Medičejska je bila francoska kraljica, Jeanne d‘Albert pa navarska in je vodila svoje protestantske čete v boj proti papežu. Caterina Sforza, Moderata Fonte, Lucrezia Marinella in Margherita Sarrocchi so veliko prispevale k razvoju medicine, alkimije in astronomije. Udeležba žensk v aktivnem vsakdanjem življenju je renesansi dala močan pečat, kar je bilo mogoče najbolj videti v Nizozemskih deželah. 
Če so ženske hotele več in izkoristiti svoje talente, postati umetnice, so morale bodisi izhajati iz umetniške družine, se poročiti z razumevajočim moškim ali oditi v samostan, kjer so bile možnosti za izobraževanje običajno dobre.
Renesančni zapisi o umetnosti v 15. stoletjem ženske komajda obravnavajo. Baldasare Castiglione v svoji knjigi Il libro del cortegiano (1528) omenja umetnost kot primerno dejavnost za dame visokega rodu. V svojem znamenitem delu Le vite (Življenje umetnikov) iz leta 1550 umetnice omenja tudi Giorgio Vasari.

## Izobraževanje umetnic
Družba v renesansi ni omogočala izobraževanja ženskam, razen tistim iz višjih slojev. Ker je bilo delo umetnikov do tedaj vrednoteno kot delo obrtnikov, so umetniki vzdrževali delavnice, v katerih so se posamezniki lahko priučili obrti od vajencev do pomočnikov. Najbolj nadarjeni so se kmalu osamosvojili. Te delavnice so bile dostopne praktično le moškim, ker je izobraževanje potekalo z živimi modeli, to pa je bilo za ženske nesprejemljivo. Poleg tega je bilo vajeništvo plačljivo, in ni bilo verjetno, da bi starši pošiljali v uk dekleta. Ker je bilo potrebno tudi znanje matematike, zgodovine, mitologije in obvladovanje perspektive, torej humanističnega znanja, ki ga ženske praviloma niso bile deležne, so bile že v štartu onemogočene.
Tri možnosti so imele ženske, da so v obdobju renesanse lahko postale umetnice:
- Dekle je bilo hči umetnika. S tem je imelo možnost sodelovati in se učiti v očetovi delavnici. Pri tem so bile prikrajšane za študij anatomije po golih modelih. Razvoj umetnice se je v večini primerov končal s statusom očetove pomočnice v delavnici. Le redke so prerasle to stopnjo in se razvile v samostojne umetnice.
- Damam iz visoke družbe je njihov stan omogočal izobraževanje in ukvarjanje z umetnostjo. Te ženske so se izobraževale doma, saj jim je bila praviloma na voljo ustrezna literatura, imele pa so tudi zasebne učitelje. Se je pa pričakovalo od teh žensk, da to znanje uporabljajo v okviru družine.
- Tretja možnost izobraževanja je bil samostan, ki je ženskam omogočal podporo in zavetje. V samostanu so se ženske lahko izobraževale in izučile tudi umetniških veščin.

Le zelo redke posameznice so imele priložnost institucionalnega umetniškega izobraževanja.

## Delovanje umetnic
Po končanem izobraževanju pri očetu, je bilo umetnici najlaže, če je lahko uredila atelje doma pri starših ali možu ali ostala v očetovi delavnici. Takšna umetnica je bila Tintorettova hči, Marietta Robusti (1560-1590), ki je bila najboljša med njegovimi otroci. Ostala je v očetovi delavnici navkljub vabilom s španskega in cesarskega dvora, saj je oče ni želel izpustiti.
Nekaterim umetnicam se je uspelo umestiti na kakšnega od dvorov, ki je bil naklonjen umetnosti – s tem so dobile poseben status in ugled – za dvor na drugi strani pa je bila to velika obogatitev »ponudbe zabave«. Na angleškem dvoru je delovala Levina Teerlinc (1510/20-1576), na španskem dvoru sta delovali Caterina van Hemessen (1527-ok.1566) in Sofonisba Anguissola. Umetnica, običajno slikarka, je na dvoru postala tudi dvorna dama in imela še druge naloge ne le slikanje.
O samostojnem delovanju umetnic v 16. stoletju vemo malo, in težko si je predstavljati, kako so sploh lahko delovale. Ni jasno, kdo jim je pomagal, jim asistiral, so imele pomočnice/pomočnike? Še najlažje si predstavljamo vmesno stopnjo: Lavinia Fontana je delala skupaj z možem slikarjem, asistirali so ji njegovi pomočniki, on pa zanjo posredoval pri naročilih, jo zastopal itd. Slikarkam v samostanu so verjetno pomagale druge redovnice.

## Zvrsti
Skupna značilnost žensk je bila, da so upodabljale na dostojanstven in časten način. Večinoma so bile slikarke z eno pomembno izjemo — Properzia de' Rossi (1490-1530) je bila kiparka. Prav tako redke so bile freskantke, saj to zahteva precej pomočnikov, delo je težaško in tehnika zahtevna.
Ženske umetnice so se najpogosteje ukvarjale s portretnim slikarstvom, slikanjem tihožitij, miniaturnim slikarstvom, preprostimi religioznimi deli, redkeje s historičnimi temami, kjer je bilo potrebno več znanja, obvladovanja prostora, več domišljije v komponiranju, potrebno je bilo precej splošnega in anatomskega znanja itd. Zelo redko so se lotile izdelave večjih oltarnih slik, saj so tudi za to potrebovale pomočnike.
Posebej avtoportreti so bili imenitni, saj so umetnice želele pokazati sijaj renesanse, vendar so se morale držati predpisanih pravil: primerne pozicije, vzravnano telo, brez sukanja, izražanje čustev ni bilo predvideno. Portretiranci so bili na slikani pasivni, s predmetom, ki je namigoval na aktivnosti.

## Nekatere znane umetnice obdobja renesanse
- Sofonisba Anguissola (ok. 1532 - 1625), italijanska renesančna slikarka, rojena v Cremoni, med drugim uradna dvorna slikarka kralja Filipa II., delovala kot vodilna portretna slikarka;
- Anna Maria Anguissola (c. 1555 – c. 1611), slikarka portretov in verskih slik
- Lavinia Fontana (1552 – 1614), manieristična slikarka, aktivna v Bologni in Rimu. Najbolj znana je po uspešnem portretiranju, delala pa je tudi v žanrih mitologije in religioznega slikarstva;
- Fede Galizia (c. 1578– c. 1630), slikarska tihožitij, portretov in verskih slik;
- Mariangiola Criscuolo (c. 1548–1630), znana po portretiranju in zgodovinskem slikarstvu, odlikovala pa se je tudi pri slikanju oltarnih slik.
- Susannah Hornebolt (1503–c.1554), prva znana umetnica v Angliji, hči flamskega umetnika Gerarda Hornebolta; dvorna dama angleški kraljic in umetnica na dvoru Henrika VIII. Njeno delo so občudovali sodobni umetniki Albrecht Dürer, Guicciardini in Giorgio Vasari.
- Barbara Longhi (1552 – 1638), kot portretistka je bila zelo občudovana, čeprav je večina njenih portretov zdaj izgubljenih ali nepodpisanih. Njeno delo, kot so številne slike Marije in otroka, si je prislužilo lep ugled umetnice.
- Plautilla Nelli (1524–1588), umetnica-nuna in prva znana ženska renesančna slikarka iz Firenc. Slikala predvsem nabožne slike, vključno z obsežnimi slikami, lesenimi lunetami, ilustracijami knjig in risbami. Zadnja večerja, naslikana v 1560-ih, je prva, ki jo je naslikala ženska.
- Isabella Parasole (ok. 1570 – ok. 1620) je bil italijanska graverka in lesorezka pozno manierističnega in zgodnje baročnega obdobja
- Marietta Robusti (1560? – 1590), beneška slikarka, Tintorettova hči
- Properzia de' Rossi (c. 1490 – 1530), kiparka, znana po gravurah po Rafaelovih delih.
- Diana Scultori (1547 – 1612), graverka iz Mantove v Italiji in ena najzgodnejših ženskih grafičark.
- Irene di Spilimbergo (1538 –1559), slikarka in pesnica; študirala je pri Tizianu
- Suzanne de Court je bila slikarka emajla v delavnicah v Limogesu, verjetno je vodila delavnico določene velikosti, ki je proizvajala izdelke najvišje kakovosti.